# Krytonosek duży
Krytonosek duży (Scytalopus macropus) – gatunek ptaka z podrodziny krytonosków (Rhinocryptinae) w rodzinie krytonosowatych (Rhinocryptidae). Słabo poznany ptak występujący w zachodniej Ameryce Południowej, według IUCN nie jest zagrożony wyginięciem.

## Zasięg występowania
Krytonosek duży występuje endemicznie w centralnej części peruwiańskich Andów – od południowego Amazonas na południe do regionu Junín.

## Taksonomia
Gatunek po raz pierwszy opisali w 1896 roku niemiecki ornitolog Hans von Berlepsch i polski zoolog Jan Sztolcman na łamach „Proceedings of the Zoological Society of London”. Jako miejsce typowe odłowu holotypu Berlepsch i Sztolcman wskazali Maraynioc, w Junín w Peru. Holotypem była samica odłowiona 28 listopada 1891 roku. Gatunek monotypowy.

### Etymologia
Nazwa rodzajowa: gr. σκυταλη skutalē lub σκυταλον skutalon – kij, pałka; πους pous, ποδος podos – stopa. Epitet gatunkowy: późnogr. μακροπους makropous, μακροποδος makropodos – długostopy, od gr. μακρος makros – długi; πους pous, ποδος podos – stopa.

## Morfologia
Długość ciała 14 cm; masa ciała samców 36–43 g, samic 32–32,5 g. Największy przedstawiciel rodzaju Scytalopus. U dorosłych ptaków upierzenie jest jednolicie czarno-szare. Tęczówka ciemnobrązowa, dziób czarny i skok ciemnobrązowy. Młode ptaki są nieco bledsze niż dorosłe, ciemnoszare, w górnej części ciała końcówki piór są ciemnobrązowe, natomiast spodnie części ciała są płowo-blade lub białawe.

## Ekologia
Krytonosek duży prowadzi najprawdopodobniej osiadły tryb życia, zamieszkując omszałe zarośla karłowatych i mglistych lasów, występując głównie wzdłuż strumieni, na wysokości 2400–3500 m n.p.m. Pieśń krytonoska dużego przez większość dnia trwa do 1 minuty lub nawet dłużej i składa się z monotonnej serii nut o częstotliwości 1,5–2 kHz w odstępach trwających 0,3 sekundy, zwykle kończących się różnymi nutami (zazwyczaj wyższymi). Nawyki żywnościowe i okres lęgowy nie są znane.

## Status i ochrona
W Czerwonej księdze gatunków zagrożonych Międzynarodowej Unii Ochrony Przyrody został zaliczony do kategorii LC (ang. Least Concern – najmniejszej troski). Wielkość populacji nie jest znana, ale gatunek ten jest określany jako „rzadki” i występujący „lokalnie”. Występuje tylko w jednym obszarze chronionym: Parku Narodowym Rio Abiseo. Nie są znane dowody na jakiekolwiek spadki populacji lub jakieś inne istotne zagrożenia.